# Forestiersstadion
Het Forestiersstadion is een voetbalstadion in de Belgische stad Harelbeke. In het stadion spelen voetbalclubs KRC Harelbeke en SW Ladies Harelbeke. De naam van het stadion verwijst naar de Harelbeekse sage van de forestiers. Het stadion heeft een capaciteit van 10.000 plaatsen.

## Geschiedenis
Het stadion werd geopend op 14 september 1980 en werd de thuisbasis van voetbalclub KRC Harelbeke, dat voorheen speelde in een stadion aan de Deerlijksesteenweg. Harelbeke speelde op dat moment in Tweede Klasse. Halverwege de jaren 90 promoveerde de club naar de hoogste afdeling. Omwille van de veiligheid en met het oog op de uitbating en accommodaties werd het stadion in 1995 en 1996 aangepast.